# Spotify Singles (Royal Blood)
Spotify Singles è il terzo EP del gruppo musicale britannico Royal Blood, pubblicato l'8 novembre 2017 dalla Imperial Galactic Limited e dalla Black Mammoth.

## Descrizione
Il disco è stato reso disponibile unicamente per lo streaming su Spotify e comprende due brani registrati dal gruppo in una giornata agli Abbey Road Studios. Oltre al singolo How Did We Get So Dark?, il gruppo per l'occasione ha eseguito una cover di My Sharona.

## Tracce
1. How Did We Get So Dark? (Live Session from Abbey Road Studios, London, UK) – 3:14 (testo: Mike Kerr – musica: Royal Blood)
2. My Sharona (Live Session from Abbey Road Studios, London, UK) – 2:32 (Berton Averre, Doug Fieger) – originariamente interpretata dai The Knack

## Formazione
Gruppo
- Mike Kerr – voce, basso
- Ben Tatcher – batteria

Produzione
- Chris Bolster – ingegneria del suono
- Stefano Civetta – assistenza all'ingegneria